# Ennucula cardara
Ennucula cardara is een tweekleppigensoort uit de familie van de Nuculidae. De wetenschappelijke naam van de soort is voor het eerst geldig gepubliceerd in 1916 door Dall.